# Йордан Венедіков
Йордан Венедіков (болг. Йордан Тимотеев Венедиков; нар. 15 січня 1871, Баня — пом. 7 листопада 1957, Софія) — болгарський генерал, історик та публіцист.

## Біографія
Народився 15 січня 1871 в селі Баня у багатодітній сім'ї. Після 1878 року його сім'я переїхала до столиці новоствореного Болгарського князівства — Софії, де його батько відкрив майстерню з виготовлення мила та свічок. З 1865 навчався в Першій Софійській чоловічій середній школі.
25 серпня 1889 вступив у Вище військове училище Його Княжої Високості в Софії, якие закінчив в 1892 з відзнакою. 2 серпня отримав звання лейтенанта.
У 1895 став членом Македонського комітету.
У 1908 закінчив військову академію в Турині (Італія) і в тому ж році служив ад'ютантом Кавалерійської інспекції, а з 1911 був командиром ескадрону в 1-му кавалерійському полку. Брав участь у двох війнах як командир ескадрильї.
Під час Першої світової війни (1915–1918) був командиром 4-го кавалерійського полку. 16 березня 1917 був призначений командиром 1-ї бригади оборони болгарського узбережжя Егейського моря.
Помер у своєму будинку 7 листопада 1957 в Софії.

## Бібліографія

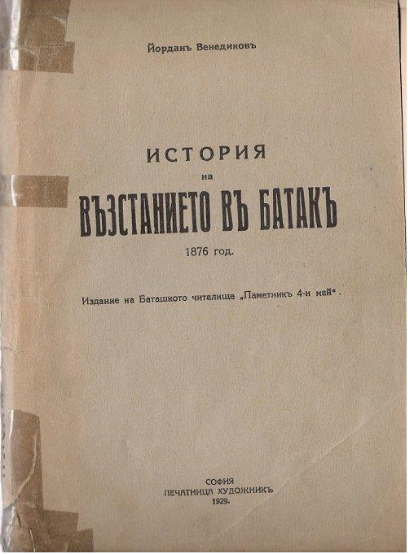
«История на въстанието в Батак 1876 г.», 1929

## Нагороди
- Лейтенант (2 серпня 1896)
- Капітан (1 січня 1903)
- Майор (31 грудня 1908)
- Підполковник (14 липня 1913)
- Полковник (16 березня 1917)
- Генерал-майор (31 грудня 1935)